# František Smítal
František Smítal (1920 Brno – srpen 1965 tamtéž) byl český fotbalový útočník.

## Hráčská kariéra
V československé nejvyšší soutěži hrál za Zbrojovku Židenice/Brno, vstřelil 6 prvoligových branek.
Ze Zbrojovky Brno, kde hrál i nižší soutěže, odešel do Spartaku Adamov. Zemřel v srpnu 1965 na hřišti Žabovřesk při utkání veteránů.

### Ligová bilance
| Ročník         | Zápasy | Góly | Minuty | Klub               |
| -------------- | ------ | ---- | ------ | ------------------ |
| I. liga 1948   | 6      | 0    | –      | Zbrojovka Židenice |
| I. liga 1949   | 13     | 6    | –      | Zbrojovka Brno     |
| CELKEM I. LIGA | 19     | 6    | –      |                    |